# Hopman Cup 2016
Hopman Cup 2016 byl 28. ročník Hopmanova poháru, turnaje smíšených družstev v tenisu, kterého se tradičně účastnilo osm týmů. Událost s rozpočtem 1 000 000 australských dolarů se konala v perthské aréně na dvorci se zatahovací střechou, na němž byl položen tvrdý povrch Plexicushion. Kapacita stadionu činila 12 489 diváků.
Turnaj probíhal v termínu od 3. do 9. ledna 2016, jakožto první událost nové sezóny. Mezinárodní tenisová federace soutěž označovala jako Oficiální mistrovství ITF smíšených družstev (Official Mixed Teams Championships of the ITF).
Obhájcem titulu z roku 2015 bylo Polsko, které v předchozím ročníku získalo první titul. Agnieszka Radwańská s Jerzym Janowiczem zdolali Serenu Williamsovou a Johna Isnera ze Spojených států 2–1 na zápasy. Po dvou předešlých účastech se Poláci turnaje nezúčastnili.
Před ročníkem 2016 vyhrála Austrálie jediný titul v roce 1999 a Ukrajina se probojovala do jediného finále roku 1995, z něhož odešla poražena. Všichni finalisté zažívali premiérový start na Hopmanově poháru. Australané měli zastoupení na všech ročnících, ukrajinští tenisté zavítali v roce 2016 do Perthu počtvrté. Ve finálovém duelu zdolal Zelený tým Austrálie družstvo Ukrajiny 2:0 na zápasy. Darja Gavrilovová, jež obdržela australské občanství dva měsíce před turnajem, nejdříve porazila Elinu Svitolinovou. Vítězný bod pak získal Nick Kyrgios, když opět ve dvousetovém klání přehrál Alexandra Dolgopolova. Mix již za rozhodnutého stavu nebyl v souladu s regulemi odehrán.

## Startující
Premiérově do soutěže zasáhla dvě australská družstva: Zlaté (Australia Gold) a Zelené (Australia Green). V září 2015 bylo oznámeno, že za první z nich natoupí bývalá světová jednička Lleyton Hewitt a Casey Dellacquová. Velkou Británii reprezentují světová dvojka Andy Murray a Heather Watsonová. K potvrzení startu Francie a Ukrajiny došlo 7. října téhož roku.
Před zahájením došlo ke třem změnám ve složení týmů. Australanku Dellacquovou nahradila Jarmila Wolfeová, protože původně nominovaná se stále potýkala s příznaky po otřesu mozku – postkomočním syndromem. Česká světová devítka Lucie Šafářová do Perthu neodcestovala, když se stále potýkala se zdravotními komplikacemi po zářijové bakteriální infekci a věřila, že se stihne vrátit na Australian Open. Premiérový start tak zažívala česká trojka a světová jedenáctka, respektive desítka po ukončení kariéry Pennettaové, Karolína Plíšková. Na konci prosince se odhlásil Francouz Gaël Monfils pro poranění nohy. Zastoupil jej hráč druhé stovky klasifikace Kenny de Schepper.
V den startu amerického družstva, 4. ledna, se pak omluvila světová jednička Serena Williamsová, již nevpustil do úvodního zápasu zánět kolena. Do turnaje místo ni dočasně nastoupila tenistka figurující na 656. místě žebříčku Victoria Duvalová. Ve dvouhře proti Australance Wolfeové však Williamsová utkání skrečovala po prohraném prvním setu. Mix pak již odehrála Duvalová.

## Herní systém
Ve dvou čtyřčlenných skupinách A a B nastoupilo každé družstvo ke třem zápasům systémem „každý s každým“. Vítězové obou skupin se střetli ve finále.
Každé utkání družstev obsahovalo tři zápasy, dvouhru mužů i žen a závěrečnou smíšenou čtyřhru. Pořadí dvouher nebylo ustáleno. Někdy duel rozehráli muži, jindy ženy. Singly se hrály na dva vítězné sety a všechny mohly být zakončeny tiebreakem. Smíšená čtyřhra se také konala na dvě vítězné sady, ale za stavu 1–1 na sety rozhodoval tzv. supertiebreak. V mixu nebyla počítána „výhoda“ a po „shodě“ přímo následoval vítězný míč gamu.

### Kritéria pořadí v základní skupině
Konečné pořadí v základní skupině se řídilo následujícími kritérii:
1. nejvyšší počet vyhraných utkání
2. nejvyšší procento vyhraných setů[p. 1]
3. nejvyšší procento vyhraných her[p. 2]
4. vzájemné utkání
5. los mincí

## Účastníci
Neúplné složení bylo zveřejněno v září 2015. V říjnu došlo k doplnění vyjma sestav australských týmů a Velké Británie. Poslední chybějící jméno bylo oznámeno v závěru listopadu, kdy se členkou Zeleného družstva Austrálie stala Darja Gavrilovová.
| tým                                                  | hráčka             | WTAa) | hráč                | ATPa) | fáze vyřazení    |
| ---------------------------------------------------- | ------------------ | ----- | ------------------- | ----- | ---------------- |
| Zlatá Austrálie                                      | Jarmila Wolfeová   | 106.  | Lleyton Hewitt      | 307.  | základní skupina |
| Zelená Austrálie                                     | Darja Gavrilovová  | 36.   | Nick Kyrgios        | 30.   | vítězství        |
| Česko                                                | Karolína Plíšková  | 11.   | Jiří Veselý         | 41.   | základní skupina |
| Spojené státy                                        | Victoria Duvalová  | 656.  | Jack Sock           | 26.   | základní skupina |
| Ukrajina                                             | Elina Svitolinová  | 19.   | Alexandr Dolgopolov | 36.   | finále           |
| Velká Británie                                       | Heather Watsonová  | 55.   | Andy Murray         | 2.    | základní skupina |
| Německo                                              | Sabine Lisická     | 32.   | Alexander Zverev    | 83.   | základní skupina |
| Francie                                              | Caroline Garciaová | 34.   | Kenny de Schepper   | 148.  | základní skupina |
| a) – singlový žebříček ATP a WTA k 28. prosinci 2015 |                    |       |                     |       |                  |

### Náhrada ve složení týmů
| Náhrada před zahájením                | Náhrada před zahájením | Náhrada před zahájením | Náhrada před zahájením       |
| Tým                                   | nový hráč              | původní hráč           | důvod odstoupení             |
| ------------------------------------- | ---------------------- | ---------------------- | ---------------------------- |
| Zlatá Austrálie                       | Jarmila Wolfeová       | Casey Dellacquová      | postkomoční syndrom          |
| Česko                                 | Karolína Plíšková      | Lucie Šafářová         | pokračující zdravotní potíže |
| Francie                               | Kenny de Schepper      | Gaël Monfils           | zranění nohy                 |
| Trvalá zápasová náhrada během turnaje |                        |                        |                              |
| Spojené státy                         | Victoria Duvalová      | Serena Williamsová     | zánět kolena                 |

## Turnaj

### Skupina A
|    |                                       | Zlatá Austrálie | Česko | Ukrajina | USA | Zápasy  | Sety  | Hry     | Pořadí |
| 1. | Jarmila Wolfeová Lleyton Hewitt       |                 | 0–3   | 1–2      | 3–0 | 1–2 4–5 | 10–11 | 103–104 | 3.     |
| 2. | Karolína Plíšková Jiří Veselý         | 3–0             |       | 1–2      | 1–2 | 1–2 5–4 | 12–10 | 122–108 | 2.     |
| 3. | Elina Svitolinová Alexandr Dolgopolov | 2–1             | 2–1   |          | 2–1 | 3–0 6–3 | 13–7  | 105–89  | 1.     |
| 4. | Victoria Duvalová Jack Sock           | 0–3             | 2–1   | 1–2      |     | 1–2 3–6 | 7–14  | 86–115  | 4.     |

#### Zlatá Austrálie vs. Česko
| Perth Arena, Perth 3. ledna 2016, 17:30 (UTC+8) tvrdý (hala) |                                                                           |                                                                   |     |      |     |  |
| \| 1. \| \| Lleyton Hewitt Jiří Veselý \| 3 6 \| 7 61 \| 4 6 \| \| \| 2. \| \| Jarmila Wolfeová Karolína Plíšková \| 5 7 \| 3 6 \| \| \| \| 3. \| \| Lleyton Hewitt / Jarmila Wolfeová Jiří Veselý / Karolína Plíšková \| 2 6 \| 5 7 \| \| \| \| Podrobnosti \| \| \| \| \| \| \| \| \| Jiří Veselý a Karolína Plíšková odehráli premiérový zápas na Hopman Cupu. \| \| \| \| \| \| |                                                                           |                                                                   |     |      |     |  |
| |                                                                           |                                                                   | 1.  | 2.   | 3.  |  |
| 1. | Austrálie · Česko                                                         | Lleyton Hewitt Jiří Veselý                                        | 3 6 | 7 61 | 4 6 |  |
| 2. | Austrálie · Česko                                                         | Jarmila Wolfeová Karolína Plíšková                                | 5 7 | 3 6  |     |  |
| 3. | Austrálie · Česko                                                         | Lleyton Hewitt / Jarmila Wolfeová Jiří Veselý / Karolína Plíšková | 2 6 | 5 7  |     |  |
| Podrobnosti |                                                                           |                                                                   |     |      |     |  |
| | Jiří Veselý a Karolína Plíšková odehráli premiérový zápas na Hopman Cupu. |                                                                   |     |      |     |  |

#### Ukrajina vs. Spojené státy americké
| Perth Arena, Perth 4. ledna 2016, 10:00 (UTC+8) tvrdý (hala) | |                                                                       |     |     |    |  |
| \| 1. \| \| Elina Svitolinová Victoria Duvalová \| 6 4 \| 6 1 \| \| \| \| 2. \| \| Alexandr Dolgopolov Jack Sock \| 6 4 \| 6 2 \| \| \| \| 3. \| \| Elina Svitolinová / Alexandr Dolgopolov Victoria Duvalová / Jack Sock \| 2 6 \| 3 6 \| \| \| \| Podrobnosti \| \| \| \| \| \| \| \| \| 656. hráčka žebříčku Victoria Duvalová nahradila Serenu Williamsovou v americkém týmu. Světová jednička nenastoupila pro zánět kolena.[10] \| \| \| \| \| \| | |                                                                       |     |     |    |  |
| | |                                                                       | 1.  | 2.  | 3. |  |
| 1. | Ukrajina · Spojené státy americké | Elina Svitolinová Victoria Duvalová                                   | 6 4 | 6 1 |    |  |
| 2. | Ukrajina · Spojené státy americké | Alexandr Dolgopolov Jack Sock                                         | 6 4 | 6 2 |    |  |
| 3. | Ukrajina · Spojené státy americké | Elina Svitolinová / Alexandr Dolgopolov Victoria Duvalová / Jack Sock | 2 6 | 3 6 |    |  |
| Podrobnosti | |                                                                       |     |     |    |  |
| | 656. hráčka žebříčku Victoria Duvalová nahradila Serenu Williamsovou v americkém týmu. Světová jednička nenastoupila pro zánět kolena. |                                                                       |     |     |    |  |

#### Česko vs. Ukrajina
| Perth Arena, Perth 5. ledna 2016, 10:00 (UTC+8) tvrdý (hala) |                  |                                                                         |     |      |    |  |  |  |
| \| 1. \| \| Karolína Plíšková Elina Svitolinová \| 5 7 \| 2 6 \| \| \| \| \| \| 2. \| \| Jiří Veselý Alexandr Dolgopolov \| 5 7 \| 63 7 \| \| \| \| \| \| 3. \| \| Karolína Plíšková / Jiří Veselý Elina Svitolinová / Alexandr Dolgopolov \| 6 3 \| 6 1 \| \| \| \| \| \| \| \| \| \| \| \| \| \| \| \| \| \| \| \| \| \| \| \| \| |                  |                                                                         |     |      |    |  |  |  |
| |                  |                                                                         | 1.  | 2.   | 3. |  |  |  |
| 1. | Česko · Ukrajina | Karolína Plíšková Elina Svitolinová                                     | 5 7 | 2 6  |    |  |  |  |
| 2. | Česko · Ukrajina | Jiří Veselý Alexandr Dolgopolov                                         | 5 7 | 63 7 |    |  |  |  |
| 3. | Česko · Ukrajina | Karolína Plíšková / Jiří Veselý Elina Svitolinová / Alexandr Dolgopolov | 6 3 | 6 1  |    |  |  |  |
| |                  |                                                                         |     |      |    |  |  |  |
| |                  |                                                                         |     |      |    |  |  |  |

#### Zlatá Austrálie vs. Spojené státy americké
| Perth Arena, Perth 5. ledna 2016, 17:30 (UTC+8) tvrdý (hala) | |                                                                 |      |     |    |       |
| \| 1. \| \| Jarmila Wolfeová Serena Williamsová \| 7 5 \| 2 1 \| \| skreč \| \| 2. \| \| Lleyton Hewitt Jack Sock \| 7 5 \| 6 4 \| \| \| \| 3. \| \| Jarmila Wolfeová / Lleyton Hewitt Victoria Duvalová / Jack Sock \| 7 64 \| 6 1 \| \| \| \| Podrobnosti \| \| \| \| \| \| \| \| \| Serena Williamsová nastoupila do dvouhry proti Wolfeové. Po prohraném prvním setu však, v průběhu druhé sady, utkání skrečovala. Mix již odehrála Duvalová pouze ve formě exhibice.[11] Do oficiálních statistik se započítala kontumační výhra Australanů 6–0, 6–0. \| \| \| \| \| \| | |                                                                 |      |     |    |       |
| | |                                                                 | 1.   | 2.  | 3. |       |
| 1. | Austrálie · Spojené státy americké | Jarmila Wolfeová Serena Williamsová                             | 7 5  | 2 1 |    | skreč |
| 2. | Austrálie · Spojené státy americké | Lleyton Hewitt Jack Sock                                        | 7 5  | 6 4 |    |       |
| 3. | Austrálie · Spojené státy americké | Jarmila Wolfeová / Lleyton Hewitt Victoria Duvalová / Jack Sock | 7 64 | 6 1 |    |       |
| Podrobnosti | |                                                                 |      |     |    |       |
| | Serena Williamsová nastoupila do dvouhry proti Wolfeové. Po prohraném prvním setu však, v průběhu druhé sady, utkání skrečovala. Mix již odehrála Duvalová pouze ve formě exhibice. Do oficiálních statistik se započítala kontumační výhra Australanů 6–0, 6–0. |                                                                 |      |     |    |       |

#### Ukrajina vs. Zlatá Austrálie
| Perth Arena, Perth 7. ledna 2016, 10:00 (UTC+8) tvrdý (hala) |                      |                                                                           |     |     |          |  |  |  |
| \| 1. \| \| Elina Svitolinová Jarmila Wolfeová \| 6 3 \| 6 3 \| \| \| \| \| \| 2. \| \| Alexandr Dolgopolov Lleyton Hewitt \| 4 6 \| 6 3 \| 6 4 \| \| \| \| \| 3. \| \| Elina Svitolinová / Alexandr Dolgopolov Jarmila Wolfeová / Lleyton Hewitt \| 6 3 \| 5 7 \| [5] [10] \| \| \| \| \| \| \| \| \| \| \| \| \| \| \| \| \| \| \| \| \| \| \| \| |                      |                                                                           |     |     |          |  |  |  |
| |                      |                                                                           | 1.  | 2.  | 3.       |  |  |  |
| 1. | Ukrajina · Austrálie | Elina Svitolinová Jarmila Wolfeová                                        | 6 3 | 6 3 |          |  |  |  |
| 2. | Ukrajina · Austrálie | Alexandr Dolgopolov Lleyton Hewitt                                        | 4 6 | 6 3 | 6 4      |  |  |  |
| 3. | Ukrajina · Austrálie | Elina Svitolinová / Alexandr Dolgopolov Jarmila Wolfeová / Lleyton Hewitt | 6 3 | 5 7 | [5] [10] |  |  |  |
| |                      |                                                                           |     |     |          |  |  |  |
| |                      |                                                                           |     |     |          |  |  |  |

#### Česko vs. Spojené státy americké
| Perth Arena, Perth 7. ledna 2016, 17:30 (UTC+8) tvrdý (hala) |                                |                                                               |      |     |          |  |  |  |
| \| 1. \| \| Jiří Veselý Jack Sock \| 6 4 \| 2 6 \| 63 7 \| \| \| \| \| 2. \| \| Karolína Plíšková Victoria Duvalová \| 4 6 \| 6 1 \| 6 4 \| \| \| \| \| 3. \| \| Jiří Veselý / Karolína Plíšková Jack Sock / Victoria Duvalová \| 65 7 \| 6 4 \| [7] [10] \| \| \| \| \| \| \| \| \| \| \| \| \| \| \| \| \| \| \| \| \| \| \| \| |                                |                                                               |      |     |          |  |  |  |
| |                                |                                                               | 1.   | 2.  | 3.       |  |  |  |
| 1. | Česko · Spojené státy americké | Jiří Veselý Jack Sock                                         | 6 4  | 2 6 | 63 7     |  |  |  |
| 2. | Česko · Spojené státy americké | Karolína Plíšková Victoria Duvalová                           | 4 6  | 6 1 | 6 4      |  |  |  |
| 3. | Česko · Spojené státy americké | Jiří Veselý / Karolína Plíšková Jack Sock / Victoria Duvalová | 65 7 | 6 4 | [7] [10] |  |  |  |
| |                                |                                                               |      |     |          |  |  |  |
| |                                |                                                               |      |     |          |  |  |  |

### Skupina B
|    |                                      | Zelená Austrálie | Francie | Německo | Velká Británie | Zápasy  | Sety | Hry     | Pořadí |
| 1. | Darja Gavrilovová Nick Kyrgios       |                  | 2–1     | 3–0     | 2–1            | 3–0 7–2 | 15–8 | 119–101 | 1.     |
| 2. | Caroline Garciaová Kenny de Schepper | 1–2              |         | 1–2     | 1–2            | 0–3 3–6 | 9–13 | 95–110  | 4.     |
| 3. | Sabine Lisická Alexander Zverev      | 0–3              | 2–1     |         | 0–3            | 1–2 2–7 | 6–15 | 90–115  | 3.     |
| 4. | Heather Watsonová Andy Murray        | 1–2              | 2–1     | 3–0     |                | 2–1 6–3 | 14–8 | 123–111 | 2.     |

#### Zelená Austrálie vs. Německo
| Perth Arena, Perth 3. ledna 2016, 10:00 (UTC+8) tvrdý (hala) |                     |                                                                    |     |     |          |  |  |  |
| \| 1. \| \| Darja Gavrilovová Sabine Lisická \| 6 2 \| 6 2 \| \| \| \| \| \| 2. \| \| Nick Kyrgios Alexander Zverev \| 4 6 \| 6 1 \| 6 4 \| \| \| \| \| 3. \| \| Nick Kyrgios / Darja Gavrilovová Alexander Zverev / Sabine Lisická \| 6 3 \| 4 6 \| [10] [7] \| \| \| \| \| \| \| \| \| \| \| \| \| \| \| \| \| \| \| \| \| \| \| \| |                     |                                                                    |     |     |          |  |  |  |
| |                     |                                                                    | 1.  | 2.  | 3.       |  |  |  |
| 1. | Austrálie · Německo | Darja Gavrilovová Sabine Lisická                                   | 6 2 | 6 2 |          |  |  |  |
| 2. | Austrálie · Německo | Nick Kyrgios Alexander Zverev                                      | 4 6 | 6 1 | 6 4      |  |  |  |
| 3. | Austrálie · Německo | Nick Kyrgios / Darja Gavrilovová Alexander Zverev / Sabine Lisická | 6 3 | 4 6 | [10] [7] |  |  |  |
| |                     |                                                                    |     |     |          |  |  |  |
| |                     |                                                                    |     |     |          |  |  |  |

#### Velká Británie vs. Francie
| Perth Arena, Perth 4. ledna 2016, 17:30 (UTC+8) tvrdý (hala) |                              |                                                                        |     |     |          |  |  |  |
| \| 1. \| \| Andy Murray Kenny de Schepper \| 6 2 \| 6 2 \| \| \| \| \| \| 2. \| \| Heather Watsonová Caroline Garciaová \| 3 6 \| 7 5 \| 3 6 \| \| \| \| \| 3. \| \| Heather Watsonová / Andy Murray Caroline Garciaová / Kenny de Schepper \| 6 2 \| 5 7 \| [10] [6] \| \| \| \| \| \| \| \| \| \| \| \| \| \| \| \| \| \| \| \| \| \| \| \| |                              |                                                                        |     |     |          |  |  |  |
| |                              |                                                                        | 1.  | 2.  | 3.       |  |  |  |
| 1. | Spojené království · Francie | Andy Murray Kenny de Schepper                                          | 6 2 | 6 2 |          |  |  |  |
| 2. | Spojené království · Francie | Heather Watsonová Caroline Garciaová                                   | 3 6 | 7 5 | 3 6      |  |  |  |
| 3. | Spojené království · Francie | Heather Watsonová / Andy Murray Caroline Garciaová / Kenny de Schepper | 6 2 | 5 7 | [10] [6] |  |  |  |
| |                              |                                                                        |     |     |          |  |  |  |
| |                              |                                                                        |     |     |          |  |  |  |

#### Francie vs. Německo
| Perth Arena, Perth 6. ledna 2016, 10:00 (UTC+8) tvrdý (hala) |                   |                                                                          |     |       |          |  |  |  |
| \| 1. \| \| Caroline Garciaová Sabine Lisická \| 6 2 \| 7 65 \| \| \| \| \| \| 2. \| \| Kenny de Schepper Alexander Zverev \| 2 6 \| 2 6 \| \| \| \| \| \| 3. \| \| Caroline Garciaová / Kenny de Schepper Sabine Lisická / Alexander Zverev \| 4 6 \| 78 66 \| [6] [10] \| \| \| \| \| \| \| \| \| \| \| \| \| \| \| \| \| \| \| \| \| \| \| \| |                   |                                                                          |     |       |          |  |  |  |
| |                   |                                                                          | 1.  | 2.    | 3.       |  |  |  |
| 1. | Francie · Německo | Caroline Garciaová Sabine Lisická                                        | 6 2 | 7 65  |          |  |  |  |
| 2. | Francie · Německo | Kenny de Schepper Alexander Zverev                                       | 2 6 | 2 6   |          |  |  |  |
| 3. | Francie · Německo | Caroline Garciaová / Kenny de Schepper Sabine Lisická / Alexander Zverev | 4 6 | 78 66 | [6] [10] |  |  |  |
| |                   |                                                                          |     |       |          |  |  |  |
| |                   |                                                                          |     |       |          |  |  |  |

#### Zelená Austrálie vs. Velká Británie
| Perth Arena, Perth 6. ledna 2016, 17:30 (UTC+8) tvrdý (hala) |                                |                                                                  |      |      |          |  |  |  |
| \| 1. \| \| Nick Kyrgios Andy Murray \| 6 4 \| 7 65 \| \| \| \| \| \| 2. \| \| Darja Gavrilovová Heather Watsonová \| 7 62 \| 2 6 \| 5 7 \| \| \| \| \| 3. \| \| Darja Gavrilovová / Nick Kyrgios Heather Watsonová / Andy Murray \| 6 2 \| 60 7 \| [11] [9] \| \| \| \| \| \| \| \| \| \| \| \| \| \| \| \| \| \| \| \| \| \| \| \| |                                |                                                                  |      |      |          |  |  |  |
| |                                |                                                                  | 1.   | 2.   | 3.       |  |  |  |
| 1. | Austrálie · Spojené království | Nick Kyrgios Andy Murray                                         | 6 4  | 7 65 |          |  |  |  |
| 2. | Austrálie · Spojené království | Darja Gavrilovová Heather Watsonová                              | 7 62 | 2 6  | 5 7      |  |  |  |
| 3. | Austrálie · Spojené království | Darja Gavrilovová / Nick Kyrgios Heather Watsonová / Andy Murray | 6 2  | 60 7 | [11] [9] |  |  |  |
| |                                |                                                                  |      |      |          |  |  |  |
| |                                |                                                                  |      |      |          |  |  |  |

#### Velká Británie vs. Německo
| Perth Arena, Perth 8. ledna 2016, 10:00 (UTC+8) tvrdý (hala) |                              |                                                                   |     |     |    |  |  |  |
| \| 1. \| \| Heather Watsonová Sabine Lisická \| 6 3 \| 6 4 \| \| \| \| \| \| 2. \| \| Andy Murray Alexander Zverev \| 6 3 \| 6 4 \| \| \| \| \| \| 3. \| \| Andy Murray / Heather Watsonová Alexander Zverev / Sabine Lisická \| 6 3 \| 6 4 \| \| \| \| \| \| \| \| \| \| \| \| \| \| \| \| \| \| \| \| \| \| \| \| \| |                              |                                                                   |     |     |    |  |  |  |
| |                              |                                                                   | 1.  | 2.  | 3. |  |  |  |
| 1. | Spojené království · Německo | Heather Watsonová Sabine Lisická                                  | 6 3 | 6 4 |    |  |  |  |
| 2. | Spojené království · Německo | Andy Murray Alexander Zverev                                      | 6 3 | 6 4 |    |  |  |  |
| 3. | Spojené království · Německo | Andy Murray / Heather Watsonová Alexander Zverev / Sabine Lisická | 6 3 | 6 4 |    |  |  |  |
| |                              |                                                                   |     |     |    |  |  |  |
| |                              |                                                                   |     |     |    |  |  |  |

#### Zelená Austrálie vs. Francie
| Perth Arena, Perth 8. ledna 2016, 17:30 (UTC+8) tvrdý (hala) |                     |                                                                         |     |      |          |  |  |  |
| \| 1. \| \| Nick Kyrgios Kenny de Schepper \| 6 4 \| 6 4 \| \| \| \| \| \| 2. \| \| Darja Gavrilovová Caroline Garciaová \| 4 6 \| 67 9 \| \| \| \| \| \| 3. \| \| Darja Gavrilovová / Nick Kyrgios Kenny de Schepper / Caroline Garciaová \| 6 4 \| 2 6 \| [11] [9] \| \| \| \| \| \| \| \| \| \| \| \| \| \| \| \| \| \| \| \| \| \| \| \| |                     |                                                                         |     |      |          |  |  |  |
| |                     |                                                                         | 1.  | 2.   | 3.       |  |  |  |
| 1. | Austrálie · Francie | Nick Kyrgios Kenny de Schepper                                          | 6 4 | 6 4  |          |  |  |  |
| 2. | Austrálie · Francie | Darja Gavrilovová Caroline Garciaová                                    | 4 6 | 67 9 |          |  |  |  |
| 3. | Austrálie · Francie | Darja Gavrilovová / Nick Kyrgios Kenny de Schepper / Caroline Garciaová | 6 4 | 2 6  | [11] [9] |  |  |  |
| |                     |                                                                         |     |      |          |  |  |  |
| |                     |                                                                         |     |      |          |  |  |  |

### Finále

#### Ukrajina vs. Zelená Austrálie
| Perth Arena, Perth 9. ledna 2016, 10:05:30 (UTC+8) tvrdý (hala) | |                                                                          |     |      |    |            |
| \| 1. \| \| Elina Svitolinová Darja Gavrilovová \| 4 6 \| 6 78 \| \| \| \| 2. \| \| Alexandr Dolgopolov Nick Kyrgios \| 3 6 \| 4 6 \| \| \| \| 3. \| \| Elina Svitolinová / Alexandr Dolgopolov Darja Gavrilovová / Nick Kyrgios \| \| \| \| nehrálo se \| \| Podrobnosti \| \| \| \| \| \| \| \| \| Před ročníkem 2016 vyhrála Austrálie jediný titul v roce 1999 a Ukrajina se probojovala do jediného finále roku 1995, z něhož odešla poražena. Všichni finalisté zažívali premiérový start na Hopmanově poháru. \| \| \| \| \| \| | |                                                                          |     |      |    |            |
| | |                                                                          | 1.  | 2.   | 3. |            |
| 1. | Ukrajina · Austrálie | Elina Svitolinová Darja Gavrilovová                                      | 4 6 | 6 78 |    |            |
| 2. | Ukrajina · Austrálie | Alexandr Dolgopolov Nick Kyrgios                                         | 3 6 | 4 6  |    |            |
| 3. | Ukrajina · Austrálie | Elina Svitolinová / Alexandr Dolgopolov Darja Gavrilovová / Nick Kyrgios |     |      |    | nehrálo se |
| Podrobnosti | |                                                                          |     |      |    |            |
| | Před ročníkem 2016 vyhrála Austrálie jediný titul v roce 1999 a Ukrajina se probojovala do jediného finále roku 1995, z něhož odešla poražena. Všichni finalisté zažívali premiérový start na Hopmanově poháru. |                                                                          |     |      |    |            |

### Vítěz
| Vítěz Hopman Cupu 2016 |
| ---------------------- |
| Austrálie druhý titul  |